# Haplochromis mento
Haplochromis mento là một loài cá thuộc họ Cichlidae. Nó là loài đặc hữu của Tanzania.